# Rhinonyssoidosis avium
Rhinonyssoidosis avium (ринониссидоз у птиц) — заболевание птиц, вызываемое паразитическими гамазовыми клещами из семейства Rhinonyssidae.

## Этиология
Клещи сем. Rhinonyssidae (Parasitiformes: Gamasina) являются эндопаразитами, средних или мелких размеров (530—780 микрон), обитающими в носовой полости птиц. Клещи — ринониссиды встречаются внутри во всей носовой полости птиц — в каудальной, медиальной и ростральной конхах. Некоторые виды этих клещей так же встречаются в трахеях и легких. В мире описано больше 500 видов клещей — ринониссид. Жизненный цикл этих клещей включает: яйцо, личинка, протонимфа, дейтонимфа, имаго. Тело ринониссид слегка склеротизованное, они медленно продвигаются, цвет красновато-коричневый до прозрачного, в зависимости от их насыщения кровью. Клещи сем. Rhinonissidae передаются на прямую оральным путем когда родители кормят своих птенцов, во время ухаживания. Косвенная передача была обнаружена через воду, места где птицы гнездятся, а также через другие загрязненные поверхности. Изучение клещей — ринониссид у птиц очень важно, так как установлено, что
птицы являются переносчиками инфекционных заболеваний : дикие птицы, особенно водоплавающие перелетные являются биологическими переносчиками гриппа птиц, болезни Ньюкасла, пастереллеза; вороны и сороки — переносчики пуллороза; скворцы — переносчики инфекционного гастроэнтерита свиней; экзотические птицы — переносчики орнитоза. Хищные птицы переносят споры эмфизематозного карбункула, сибирской язвы.

## Клиническая картина
На степень проявления клинических признаков болезни ринониссидозис оказывают влияние возраст и условия содержания. Наиболее характерные признаки, которые наблюдаются: афония, кахексия, анорексия, голова опущена, крылья приподняты, оперение взъерошено, чихание, затрудненное хриплое дыхание, нередко из клюва вытекает слизистый экссудат. Кроме этих признаков отмечена атаксия. Начальная стадия характеризуется чиханием, затрудненным хриплым дыханием, афония. В поздней стадии (на второй месяц после начало заболевания) добавляется и кахексия.

## Патологоанатомические признаки
Внешний вид птицы — оперение взъерошенное, потеря веса. При вскрытии наблюдаются гиперемия слизистых оболочек носа, трахеи и иногда носовые отверстия заклеены экссудатом.

## Дифференциальная диагностика
В ходе диагностики нужно учитывать следующие заболевания: Aspergillotoxicosis, Bronchitis infectiosa avium, Ornitosis.

## Лечение
В начальной стадии заболевания проводилась обработка птиц спреем, «Milbenzerstäuber», компании «Beaphar», содержащий 0,19 % пиретрина. В соответствии с инструкции по применению, птицы опрыскивались на перья однократно препаратом, пока оперение не станет влажным. Затем обработку повторяли каждый 3 день, в течение 8 дней. После этого признаки заболевании исчезали. Препарат надо применять с осторожностью, так как наблюдалась индивидуальная непереносимость.
В поздней стадии заболевания осуществлялась индивидуальная обработка птиц путем аппликации на коже в области шеи с 0,1 % Ivomec, разбавленный в пропиленгликоле. Процедура начиналась после проявления афонии и кахексии и повторялась раз в две недели, в течение шести недель.

## Профилактика
Основными мерами в профилактики ринониссидоза являются акарицидные мероприятия аэрозолями, дезинфекция и соблюдение параметров микроклимата.